# Іванівці (Мукачівський район)
Іва́нівці — село в Україні, у Закарпатській області, Мукачівському районі. Адміністративний центр Івановецької сільської громади.
Орган місцевого самоврядування — Івановецька сільська рада. Населення становить 1222 особи.

## Історія
Згадується у XIII столітті, а вперше його назва була названа в 1333 році. У 1391 р. згадується як майно королеви.
Іванівці згадується в XIV столітті як село, де займалися вирощуванням винограду.
Залишки місцевої середньовічної церкви були виявлені в 1869 році. Ймовірно, вона припинила існування після 1650 року.
У XIX столітті село було відоме своїми лікувальними ваннами, а в 1881 році в південно-східній частині села була побудована лікувальна лазня.
У 1947 р. між селами Іванівці і Лохово НКВД СРСР влаштувало автокатастрофу, щоб убити греко-католицького єпископа Теодора Ромжу. Єпископ лишився живий, і тоді його отруїли в лікарні Мукачева. 31 жовтня 1993 р. біля с. Іванівці відкрили пам'ятник єпископу-мученику.
Церква св. великомученика Дмитра. 1830.
У XIV ст. в Малих і Великих Іванівцях поряд з руським населенням проживало багато римо-католиків, які мали мурований храм, залишки якого ще було видно в кінці XIX ст. (замальовки цих руїн зробив відомий закарпатський історик Тиводар Легоцький у 1869 p.), а також певна кількість реформатів.
У XVII ст. села злилися під назвою Іванівці. Церкву згадують у 1692 р. У 1704 р. будинок парохії і дерев'яна церква стояли пусткою. У 1733 р. вже не згадують інші конфесії, крім греко-католицької. Тоді ж іде мова про стародавню дерев'яну церкву св. Дмитра.
Теперішня церква є типовою мурованою спорудою базилічної форми, яку датують 1878 р. До 1927 р. церква була вкрита шинґлами. У 1927–1928 роках проведено ремонт, очолюваний майстром М. Білаком. Іван і Юрій Товтини, які працювали в Америці, дали гроші на бляху. Тоді ж розбудували вівтарну частину і прибудували захристію. З місцевих майстрів згадують Юрія Кармазина. Церкву всередині малював художник С. Сарновський у 1954 р., коли священиком був о. Василь Дюлай, а кураторами — Дмитро Дерев'яних, Дмитро Кека та Дмитро Митрьо. У 1984 р. за о. Василя Шемета, кураторів Івана Кеки, Івана Кармазина та Дмитра Ґерея ужгородський художник Василь Павліщук виконав нове малювання.
Біля церкви споруджено металеву дзвіницю з трьома дзвонами. Найменший відлив в Малих Геївцях у 1931 р. за 3500 корон, пожертвуваних Василем з Клячанова та його дружиною Анною Герц. Великий дзвін відлив Фрідєш Шелтенгофер з синами в Шопроні (Угорщина).

## Присілки
Брод
Брод - колишнє село в Україні, в Закарпатській області.
Обєднане з селом Іванівці
Згадки:  1264/270: Borod, 1357: Brod

Малі Іванівці
Малі Іванівці - колишнє село в Україні, в Закарпатській області.
Обєднане з селом Іванівці
Згадки: 1600: Kisiványi, 1645: Kis Ivani

Кулінкоц
Кулінкоц - колишнє село в Україні, в Закарпатській області.
Обєднане з селом Іванівці 
Згадки: 1600: Kulinkóc , 1610: Kulinko, 1630: Kulinka, 1645: Kulinkafalva, 1851: Kolinkócz, 1873: Kolinkoc, 1882: Kulinkóc, 1888: Kulinkócz, 1892: Kulinkócz, 1902: Klulinkócs

## Населення
Згідно з переписом УРСР 1989 року чисельність наявного населення села становила 1251 особа, з яких 596 чоловіків та 655 жінок.
За переписом населення України 2001 року в селі мешкали 1222 особи.

### Мова
Розподіл населення за рідною мовою за даними перепису 2001 року:
| Мова       | Відсоток |
| ---------- | -------- |
| українська | 97,71 %  |
| російська  | 0,65 %   |
| румунська  | 0,25 %   |
| угорська   | 0,08 %   |
| інші       | 1,31 %   |

## Відомі люди
В селі народилися:
- Врабель Олександр Михайлович — український співак;
- Лавкай Василь Васильович (1984—2015) — боєць Добровольчого українського корпусу «Правий сектор».
- Манайло Федір Федорович — народний художник України, один із засновників закарпатської школи живопису.

## Туристичні місця
- храм св. великомученика Дмитра. 1830.
- Залишки місцевої середньовічної церкви були виявлені в 1869 році. Ймовірно, вона припинила існування після 1650 року.
- У XIX столітті село було відоме своїми лікувальними ваннами, а в 1881 році в південно-східній частині села була побудована лікувальна лазня.
- 31 жовтня 1993 р. біля с. Іванівці відкрили пам'ятник єпископу-мученику Ромжі